# 中国文艺评论家协会
中国文艺评论家协会簡稱中国文協。（英文：China Literature and Art Critics Association，缩写：CLACA），成立于2014年5月30日，是由中国文艺评论工作者组成的社会团体组织，同时也是中国文学艺术界联合会的团体会员。现有个人会员1700名，团体会员27个，全部会员近2万人。

## 组织

### 专业委员会
- 理论委员会
- 青年工作委员会
- 戏剧戏曲艺术委员会
- 书法篆刻艺术委员会
- 民族民间艺术委员会
- 艺术产业研究委员会
- 视听艺术委员会
- 音乐舞蹈艺术委员会
- 曲艺杂技艺术委员会
- 网络文艺委员会
- 美术设计艺术委员会（筹建中）
- 传媒工作委员会（筹建中）

### 会员
现有团体会员27个

| - 北京文艺评论家协会 - 河北省文艺评论家协会 - 内蒙古自治区文学艺术评论家协会 - 辽宁省文艺理论家协会 - 吉林省文艺评论家协会 - 黑龙江省文艺评论家协会 - 上海市文艺评论家协会 - 江苏省文艺评论家协会 - 浙江省文艺评论家协会 | - 安徽省文艺评论家协会 - 福建省文艺评论家协会 - 江西省文艺评论家协会 - 河南省文艺评论家协会 - 湖北省文艺评论家协会 - 湖南省文艺评论家协会 - 广东省文艺评论家协会 - 贵州省文艺评论家协会 - 广西文艺理论家协会 | - 海南省文艺评论家协会 - 重庆市文艺评论家协会 - 四川省文艺评论家协会 - 云南省文艺评论家协会 - 陕西省文艺评论家协会 - 甘肃省文艺评论家协会 - 青海省文艺评论家协会 - 宁夏文艺评论家协会 - 新疆文艺评论家协会 |

## 历任主席
- 第一届  仲呈祥[3]
- 第二届  夏潮[4]
- 第三届  董耀鹏[5]